# Fedayyin
Fedayyìn, o Fidayyìn (in arabo فدائيون‎?, fidāʾiyyūn; in dialetto arabo levantino فدائيين‎, fidāʾiyyīn; in armeno ֆէտայի? fetayi) è il plurale arabo del termine arabo fidāʾī, "colui che si sacrifica per una causa", "partigiano o devoto a una causa", viene dalla radice araba f-d-y, che porta in sé il significato di "devozione", "sacrificio" e "redenzione"  (per esempio, si veda dalla stessa radice il termine fādī, "Redentore", usato dai cristiani arabi per indicare Gesù Cristo). Questo termine nel corso della storia è stato utilizzato per descrivere numerosi e distinti gruppi militanti o individui in Armenia, Iran e nel mondo arabo.

## Storia
Il termine si riferisce nella storia classica dell'Islam ai seguaci ismailiti (quindi sciiti) di Ḥasan-i Ṣabbāḥ che, nelle alture iraniche di Alamūt, organizzò un complesso Stato teocratico che organizzava attentati mirati a colpire più ancora che gli avversari crociati installatisi in Terra santa, gli esponenti del potere sunnita (in particolare i Selgiuchidi ma anche tutti quanti i musulmani del califfato medioevale che, in Siria e Palestina, perseguivano regolarmente una politica di sostanziale buon vicinato coi Crociati invasori) che gli Ismailiti ritenevano come i loro più detestabili avversari religiosi ed ideologici.
L'estrema devozione che caratterizzava i sostenitori di Hasan-i Sabbah li fece definire, appunto, "devoti" e la loro capacità di sacrificio, spinta fino al suicidio, li fece considerare come i più temibili rappresentanti dell'Islam militante dei secoli XIII e XIV.
Il termine in età contemporanea è stato riesumato dai combattenti dell'Organizzazione per la Liberazione della Palestina (OLP) contro lo Stato israeliano e, nell'uso della stampa, quello che è grammaticalmente pur sempre un plurale è passato ormai da tempo a identificare anche il singolare, talché è corrente l'abitudine di riferirsi a "un fedayyìn", laddove più correttamente si dovrebbe parlare di "un fidà'i". Il termine è stato usato da una formazione paramilitare irachena costituita nel 1995 durante il regime baathista di Saddam Hussein, denominata Fedayyin di Saddam e sciolta nel 2003 in seguito all'invasione dell'Iraq da parte della coalizione multinazionale.